# 羅萬斗
羅萬斗（1929年—2015年），生於台灣屏東縣瑪家鄉，出身排灣族，教育家，曾任瑪家、三地門、霧台鄉8所國小的校長，是台灣首位原住民出身的校長。他沒有受過正式音樂教育，在1971年創作涼山情歌，在台灣廣為流傳。

## 生平
1971年，在涼山國小校長任內，創作涼山情歌，成為救國團虎嘯戰鬥營的營隊歌，在大學生中流傳。涼山部隊以此為隊歌。
2007年，屏東瑪家鄉舉辦歌謠祭，屏東縣前北葉國小主任胡國輝將涼山情歌等編成組曲參賽，並認為這首歌是他創作。羅萬斗控告胡國輝，認為侵犯著作權。2009年，法院採認羅萬斗提出的證據，認定羅萬斗為原始作者，判決胡國輝應賠償9萬元並登報道歉。
2015年，羅萬斗病逝。